# 曲師
曲師（きょくし）とは、浪曲における三味線奏者。

## 特徴
観客から見て右手側に座り演奏し、基本的に正面客方向ではなく浪曲師（太夫）方向を向きその呼吸を計っている。三味線は通常太棹三味線が使用される。調弦は三下がり。
基本的な法則性はあるが、即興性が高く譜面は無い。浪曲師と呼応しながら即興的に演奏する（『手』を入れる。という）。
三味線で様々な効果音を表現したり、要所で各人個性的な合いの手を入れて浪曲師や舞台を盛り立てる。
キッカケ、道中付け、うれい節、セメ節、浮かれ節、バラシなどについては、こちらを参照のこと。澤孝子公認ページ|浪曲語辞典（解説:大西信行）
師匠から弟子への稽古に、譜面や教則本の類は無く、口頭・手うつしで伝承・習得する。三味線音楽で譜面を使用せず伝承されているのは浪曲が唯一で、日本の三味線音楽の中でも特殊である。
「音締め（ねじめ）」が良い、いう形容で三味線のキレ・響きを誉めることがある。
明確な定年などは存在せず、基本的には末長く活躍できる。極端な例では、玉川祐子は2022年に100歳を迎えているが、未だに引退しておらず、現役で活動している。

## 関東節・関西節
浪曲と同じく浪曲三味線も大きく関東節・関西節に様式が分けられ、関東節は三味線の胴がピーンと張り詰めており、弾くとカーンカーンと甲高い音色（高調子）が特徴、対して関西節は胴の皮がゆるく張られ、弾くとベーンベーンと低い音色（水調子）なのが特徴とされる。相手のうなる節に合わせ、関西節と関東節で三味線を持ち替える。

## 衝立
衝立の陰に隠れて演奏することを影弾き、客前に出て演奏することを出弾きと言う。
現在、曲師は大会など正式な舞台では衝立を挟んで観客から見えないようにし、浪曲師に正対するが、それ以外では衝立の用意が無い会場が多いなど、結果的に「出弾き」で弾くスタイルが増えている。
曲師を衝立で隠した由来は、明治時代活躍した桃中軒雲右衛門が、曲師をしていた美しい妻を観客が狙わないように隠したことに由縁するという説があるが定かではない。

## 現在の主な曲師
- 伊丹秀敏
- 岡本貞子
- 沢村豊子
- 玉川祐子
- 玉川みね子
- 玉川美穂子
- 佐藤貴美江
- 紀之本孝子
- 沢村さくら
- 虹友美
- 大和稲子
- 伊丹明
- 水乃金魚
- 北川純子
- 青山理
- 東家たき子
- 馬越ノリ子
- 吉野雅樹
- 東家美
- 藤初雪
- 広沢美舟
- 沢村まみ
- 玉川鈴
- 旭ちぐさ
- 沢村博喜
- 伊丹秀勇

### 過去活躍した曲師
- 戸川花助[5]
- 戸川てる[6]
- 木村友香[7]
- 鈴木りゅう[8]
- 山本太一
- 高野東海
- 浮世亭雲心坊
- 吉野静
- 岩崎節子
- 小池菊江
- 木村八重子
- 平松佳代
- 佐野とよ
- 大林静子
- 中村菊一
- 佐々木伊代子
- 森谷初江
- 山本艶子
- 東家みさ子
- 田中百合子
- 福島みえ子
- 松浦有岐子
- 玉川美代子
- 藤信初子
- 一風亭初月

## DVD
- 『浪曲三味線 沢村豊子の世界』XQBT-2009（2010年6月9日）